# 빙호당 이씨
빙호당 이씨(氷壺堂李氏, ? ~?)는 조선 선조 때의 시인이다. 왕족 숙천령의 부인으로, 시를 짓는 재주가 뛰어났다. 널리 알려진 작품으로 《영빙호》 등이 있다.